# Letnia Uniwersjada 1989
15. Letnia Uniwersjada – międzynarodowe zawody sportowców-studentów, które odbyły się w Republice Federalnej Niemiec, w mieście Duisburg. Impreza została zorganizowana między 22 a 30 sierpnia 1989 roku. W uniwersjadzie wzięło udział 1785 zawodników ze 79 krajów, którzy rywalizowali tylko w 4 dyscyplinach. Nad organizacją zawodów czuwała FISU.

## Dyscypliny

### Sporty obowiązkowe
| - Koszykówka    | - Lekkoatletyka | - Szermierka |
| Sporty wymienne |                 |              |
| - Wioślarstwo   |                 |              |

## Polskie medale
Reprezentanci Polski zdobyli w sumie 4 medale. Wynik ten dał polskiej drużynie 12. miejsce w klasyfikacji medalowej.

### Złoto
- Marek Gniewkowski, Janusz Olech, Jarosław Koniusz i Robert Kościelniakowski – szermierka, drużyna szablistów

### Srebro
- Beata Achenbach, Ewa Kowalczyk, Iwona Oleszyńska, Anna Rotkiewicz, Renata Wójcicka, drużyna szpadzistek

### Brąz
- Jarosław Kisiel – szermierka, szabla
- Aleksandra Dzierzkowska, Elżbieta Pakizer – wioślarstwo, dwójka podwójna kobiet wagi lekkiej